# Pallacanestro Biella
Pallacanestro Biella je talijanski košarkaški klub iz Bielle. Klub trenutačno nastupa u Serie A. Zbog sponzorskih razloga klub nosi ime Angelico Biella.

## Povijest
Klub je nastao 1994. ujedinjenjem klubova Biella Basket Cluba i Amici del Basket Bielle. Klub nema nikakvih poveznica s Libertas Biellom, klubom koji je postojao '60-ih godina. Klub je krenuo iz talijanske niže lige Serie B2, ali u samo 7 godina klub je stigao do Serie A. 1996. osvajaju Serie B2 i ulaze u Serie B1. 1998. preko dodatnih kvalifikacija dobivaju promociju u Serie A2, a 2001. izborili su najviši rang talijanskog natjecanja. Klub je poznat po odličnom odabiru stranih obećavajućih igrača, među kojima se nalaze Antonio Porta, Corey L. Brewer, Keith Langford i Thabo Sefolosha.

## Poznati igrači
| - Nicola Minessi - Nate Erdmann - Joseph Blair - Norman Nolan - Matteo Soragna - Kevin Rankin - Antonio Granger | - Corey L. Brewer - Cookie Belcher - Malik Dixon - Michael Batiste - Fabio Di Bella - Jacob Jaacks - Jamel Thomas | - Brooks Sales - DeMarco Johnson - Kyle Hill - Mario Austin - Ricky Minard - Damon Williams - Thabo Sefolosha | - Luca Garri - J. R. Bremer - Erik Daniels - Reece Gaines - Troy Bell - Keith Langford - Antonio Porta |

## Sponzorska imena kluba
- bez sponzora (1994. – 1998.)
- Fila Biella (1998. – 2001.)
- Lauretana Biella (2001. – 2005.)
- Angelico Biella (2005.- danas)

## Vanjske poveznice
- Službena stranica